# 首里
首里（琉球語：／  ?；日语：／ Shuri）是日本冲绳县那霸市內東北部的一個地區。
首里過去曾經是琉球国的首都，國王的居城首里城便位於首里之內。首里城以外的區域被分為真和志之平等、南風之平等、西之平等三個部份，統稱「首里三平等」。首里是高級官吏聚居地，被稱為「首里親國」（シュイウェーグニ）而非常繁榮。日本吞併琉球，設置首里區。20世紀初期，西原間切併入首里區。1921年改為首里市。1954年9月1日，與小祿村一同併入那霸市。
目前首里地域是那霸市的住宅區，區內並沒有特別的主要產業，但由於區內有許多歷史遺跡，成為沖繩縣的主要旅遊景點，並有許多傳統工藝產品。從琉球國時期，首里就是燒酒的一大產地，二次戰後造酒業分散到沖繩縣內各地，目前區內仍有有數所造酒所。
區內有過去為琉球國王宮的首里城及相關遺跡，已於2000年入選世界遗产。

## 觀光

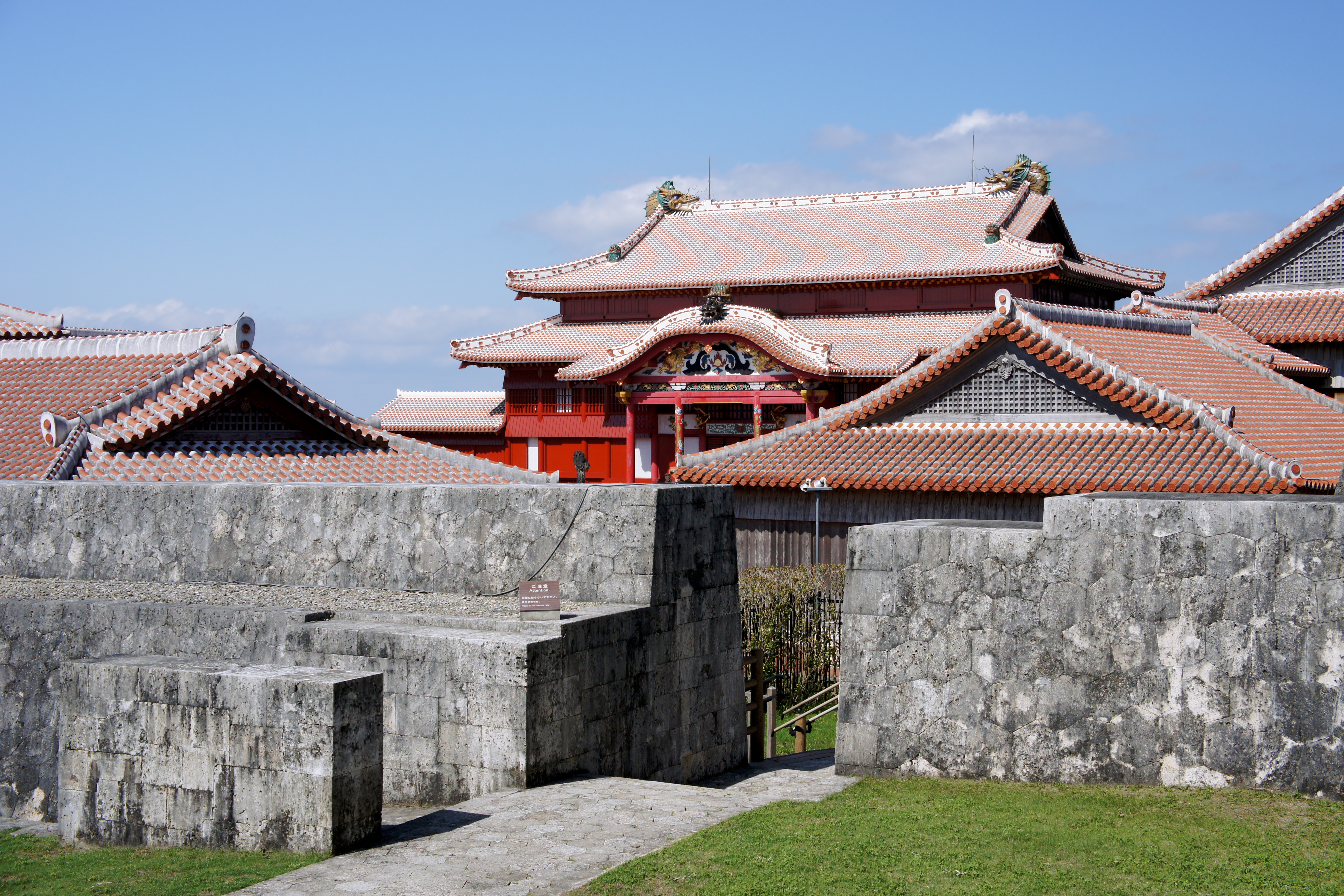
首里城

景點
- 琉球王國的城堡以及相關遺產群
  - 首里城
  - 玉陵
  - 園比屋武御嶽
- 龍潭（世持橋、龍淵橋）
- 圓鑑池-辯財天堂-天女橋
- 圓覺寺跡（總門、放生橋）
- 金城町石疊道
- 金城町的大茄苳
- 御茶屋御殿石獅子
- 金城大樋川
- 寶口樋川

祭典
- 首里文化祭
- 首里城祭

## 歷史
- 約三山時代，首里城建立。
- 1406年：中山王國察度王世子武寧被佐敷按司巴志推翻，巴志自立為中山王，並將首都從浦添遷至首里，以首里城為皇宮。
- 1429年：中山王國巴志征服南山王國，建立統一的琉球國，首里成為首都。
- 1879年：日本實施廢藩置縣，成立沖繩縣，並將縣廳設於那霸，此後沖繩的政治中心從首里轉移至那霸。
- 1896年4月1日：沖繩縣實施郡區制，首里地區設置為首里區。
- 1921年5月20日：首里區改為首里市。
- 1954年9月1日：首里市與小祿村併入那霸市。

## 本地出身的名人
- 安室奈美惠
- 知念里奈
- 狩俣倫太郎：琉球放送播音員
- 小林真樹子：琉球放送播音員
- 嵩原奈月：聲樂家（女高音）

## 首里市

### 沿革
| 時間     | 行政劃分 | 行政劃分 | 行政劃分 | 行政劃分   |
| 1890年代 | 那霸區   | 首里區   | 小祿間切 | 真和志間切 |
| 1900年代 | 那霸區   | 首里區   | 小祿村   | 真和志村   |
| 1910年代 | 那霸區   | 首里區   | 小祿村   | 真和志村   |
| 1920年代 | 那霸市   | 首里市   | 小祿村   | 真和志村   |
| 1930年代 | 那霸市   | 首里市   | 小祿村   | 真和志村   |
| 1940年代 | 那霸市   | 首里市   | 小祿村   | 真和志村   |
| 1950年代 | 那霸市   | 那霸市   | 那霸市   | 真和志市   |
| 1960年代 | 那霸市   | 那霸市   | 那霸市   | 那霸市     |
| 1970年代 | 那霸市   | 那霸市   | 那霸市   | 那霸市     |
| 1980年代 | 那霸市   | 那霸市   | 那霸市   | 那霸市     |
| 1990年代 | 那霸市   | 那霸市   | 那霸市   | 那霸市     |
| 2000年代 | 那霸市   | 那霸市   | 那霸市   | 那霸市     |

### 歴任首長
首里區
1. 齊藤用之助
2. 朝武士干城
3. 知花朝章

首里市
1. 高嶺朝教
2. 仲吉朝助
3. 久高友輔
4. 太田朝敷
5. 高安玉兔
6. 伊豆見元永
7. 仲吉良光

## 腳註
1. http://ryukyu-lang.lib.u-ryukyu.ac.jp/srnh/details.php?ID=SN17599

## 外部連結
- （日語）首里觀光地圖
- （日語）首里城 （页面存档备份，存于）
- （英文）首里城 （页面存档备份，存于）
- （日語）那霸市立首里圖書館
- （日語）瑞泉酒造株式會社 （页面存档备份，存于）